# Magnus Caroli
Magnus Caroli, död 1407 i Linköping, var en svensk präst i Vists församling och domprost i Linköpings församling. 

## Biografi
Magnus Caroli blev senast 20 juni 1392 sakristan i Linköping och var det åtminstone fram till 20 september 1403. År 1396 fick han Vists församling, Vists pastorat som prebende och avsade sig prebendet före 7 mars 1403. Caroli kallades 7 mars 1403 prebendatus ecclesie Lincopensis. Han skrev på ett gåvobrev 1406 om Forshälla under S:t Laurentii kapell och nämns då som domprost i Linköpings församling. Caroli avled 1407 i Linköping.